# Нотър Дам дьо ла Гард
Базиликата „Нотър Дам дьо ла Гард“ (на френски: Notre-Dame de la Garde – „Света Богородица Пазителка“) е католическа църква в Марсилия, Франция, построена между 1853 и 1864 г.
Проектирана е от архитекта Есперандьо, който проектира и катедралата „Сен Мари дьо ла Мажор“.

## Екстериор
На 21 юни 1931 г. в присъствието на 300 хил. души върху статуята на Пресвета Богородица, издигаща се на върха на катедралата е била поставена корона. Статуята е висока 9,7 м и тежи 4,5 т. Позлатена е чрез 29,4 хил. златни пластинки.
Няма място в Марсилия, било то по вода или по суша, откъдето да не се вижда великолепната статуя. Пред входа на базиликата има 2 статуи. Едната е на пророк Исая, а другата – на Йоан Богослов.
Камбаната на базиликата е осветена през 1845 г. и е наречена Мария-Жозефина. Тя тежи 8234 кг, висока е 2,5 м., като езикът ѝ тежи 387 кг.

## Интериор
Интериорът на храма е с широчина 32,7 m и с дължина 14 m. Всеки страничен параклис е 3,8 m от 5,4 m. Вътрешността е декорирана с 1200 m мозайки, както и редуващи се червени и бели мраморни колони и пиластри. Есперандо избира червен цвят, който да хармонизира с мозайките и не контрастира твърде много с белотата на карарския мрамор. Жул Кантини, отговорник за мрамора, открива такъв червен мрамор с жълти и бели вени в общината на Ла Сел, департамент Вар близо Бриньол. 
Мозайките са създадени между 1886 и 1892 г. от компанията Мора от Ним. Тесерите идват от Венеция и са създадени от вещи майстори в занаята. Всеки панел включва около 10 хил. тесери на квадратен метър, което означава, че базиликата съдържа приблизително 12 милиона малки кубчета от 1 до 2 см 2 (0,31 m2). Подовете са покрити с приблизително 380 m2 на римски мозайки с геометрични фигури.

### Неф
Коридорите на наоса са разделени на три равни части, всяка от които е с централен прозорец, който осветява параклисите. Външните пиластри и арките са съставени от редуващи се зелени и бели камъни. Долните прозорци на нивото на земята позволяват внасянето на дневна светлина в подземните параклиси на криптата. Височината на централния кораб е по-голяма, отколкото на страничните кораби, два малки прозореца осветяват куполите на храма, въпреки че тези прозорци не са видими от централната част.
В храма вътрешните страни са с подобни мозайки: върху поле от цветя, гълъби, подредени в кръг около централно цветче. Цветовете на цветята са различни за всеки купол: бял за югоизточната, син за средата и червено за северозападния купол. Медальоните по пандантивите изобразяват сцени от Стария Завет:
- мозайки на южния купол
- Ноев ковчег
- Дъга
- Стълбата на Яков
- Горящият храст

- мозайки на средния купол
- Плочките със закони
- Ароновия
- изглед
- Свещник „Менора“
- Кадилница

### Трансепт
Трансептът е ориентиран Изток – Запад и осветен от два сдвоени прозорци, всеки с розета над прозореца. Таванът на трансепта е осмоъгълен, подкрепящ купола с 9 m в диаметър, съставен от 32 ребра и увенчан с кръст. Всяка стена на осмоъгълника съдържа прозорец, ограден от две червени гранитни колони и украсени с триъгълен фронтон. Полукръгът на апсидата е украсен с пет слепи арки от външна страна; всеки ограден от две червени гранитни колони.
Вътрешността на купола е украсена с мозайка с изобразени четири ангела на златен фон. Ангелите държат венец от рози, които предлагат на Дева Мария. Пандантивите в основата на купола съдържат изображения на четиримата евангелисти: лъвът символизира Марко, агнецът – Лука, орелът – Йоан и ангелът – Матей.
В тимпана над апсидата е изобразено Благовещение на Пресветата Дева: архангел Гавраил /отдясно/ обявява новината за раждането на Иисус на Мария /вляво/.
- Сцени на трансепта
- Йоан Евангелист
- Централна част
- Благовещение
- Матей Евангелист